# Pedro Luis Valencia
Pedro Luis Valencia Giraldo (Medellín, 20 de noviembre de 1939 - ibidem, 14 de agosto de 1987) fue un médico y político colombiano, miembro de la Unión Patriótica.

## Biografía
Nació en Medellín, en una familia de 7 hermanos. En 1959 ingresó a la facultad de Medicina de la Universidad de Antioquia y en 1965 se graduó como Médico Cirujano; en el año de 1968 realizó un Magíster en Salud Pública en la Escuela Nacional de Salud Pública, dependencia de la misma universidad. En 1971, ingreso como profesor en la Facultad de Medicina de la Universidad de Antioquia.
Fue presidente de la Asociación de Profesores en dos oportunidades, entre mayo de 1977 y marzo de 1978, y desde noviembre de 1979 hasta julio de 1980.
En 1980, fue encarcelado por aplicación del Estatuto de Seguridad, su abogado fue Jesús María Valle, Valencia fue amenazado por el entonces Comandante de la IV Brigada del Ejército Nacional Harold Bedoya.
Fue invitado a realizar un Posgrado en Sociología en el Instituto de Ciencias Sociales de Moscú en 1983.
Fue dirigente del Partido Comunista Colombiano, al cual ingreso a mediados de 1960 y de la Unión Patriótica. Elegido como representante a la Cámara por Antioquia.
Fue uno de los convocantes a la Marcha de los claveles rojos en Medellín  el 3 de agosto de 1987, por la ola de violencia contra la Unión Patriótica y había reclamado acciones contra los grupos paramilitares o de autodefensas.

“Darle posibilidades a que el país realice, en un ambiente propicio, una serie de reformas que la nueva realidad del país exige. Se requiere ante todo modernizar el aparato del Estado, lo que significa democratizar la vida del país; lo primero son las reformas políticas, sin reformas políticas no se pueden dar las reformas sociales y económicas”.
Pedro Luis Valencia Giraldo

## Asesinato
“Yo tenía mucho miedo de que me asesinaran, pero ya no tengo miedo. Yo sé que me van a asesinar, pero ya no tengo miedo”.
Pedro Luis Valencia Giraldo

Fue asesinado el 14 de agosto de 1987, 5 sujetos con uniformes de la Policía Nacional de Colombia, a bordo de un campero, que atropelló la puerta del garaje de la residencia de Pedro Luis Valencia, situada a unas seis cuadras de la Cuarta Brigada del Ejército Nacional llegaron a la residencia  y lo asesinaron a disparos de ametralladora. Su asesinato fue ordenado por Carlos Castaño.
Su asesinato fue rechazado por el Comité Regional de Derechos Humanos, y le seguirían los asesinatos de Luis Felipe Vélez Herrera, Héctor Abad Gómez y Leonardo Betancur Taborda.
En 1987 fueron asesinados además los estudiantes Edison Castaño, José Abad Sánchez, Jhon Jairo Villa, Yowaldin Cardeño y Gustavo Franco, y el profesor Darío Garrido, todos de la Universidad de Antioquia.
Su crimen fue declarado junto a otros 34 contra la Unión Patriótica, como de Lesa humanidad por la Fiscalía General de la Nación en 2014.

## Homenajes
Uno de los auditorios de la Universidad de Antioquia lleva su nombre.